# Nunataki Bogorova
Die Nunataki Bogorova (englische Transkription von russisch Нунатаки Богорова Nunataki Bogorowa) sind eine Gruppe von Nunatakkern in der antarktischen Ross Dependency. In den Churchill Mountains ragen sie westlich des Skinner Saddle auf.
Russische Wissenschaftler benannten sie. Der weitere Benennungshintergrund ist nicht hinterlegt.